# Anaulacomera pygidialis
Anaulacomera pygidialis är en insektsart som beskrevs av Piza Jr. 1975. Anaulacomera pygidialis ingår i släktet Anaulacomera och familjen vårtbitare. Inga underarter finns listade i Catalogue of Life.